# بيغي ستيرن
بيغي ستيرن (بالإنجليزية: Peggy Stern)‏ هي عازفة بيانو أمريكية، ولدت في 22 سبتمبر 1948 في فيلادلفيا في الولايات المتحدة.

## وصلات خارجية
- بيغي ستيرن على موقع ميوزك برينز (الإنجليزية)
- بيغي ستيرن على موقع ديسكوغز (الإنجليزية)